# Octett für vier Violinen, zwei Bratschen und zwei Violoncelle
Het Octett für vier Violinen, zwei Bratschen und zwei Violoncelle is een compositie van Niels Gade. Het strijkoktet is geschreven voor de dubbele bezetting van een strijkkwartet. Gade was in beginsel zelf violist, dus wist hoe te componeren voor strijkinstrumenten. Dat maakt het des te vreemder dat zijn strijkkwartetten niet van de grond kwamen, maar dat een werk van ingewikkelder structuur wel aansloeg en werd gepubliceerd. Zijn enige gepubliceerde Strijkkwartet dateert immers van veel later datum (1889). De stijl van het octet ligt nog in het verlengde van die van Felix Mendelssohn Bartholdy, toch in een meer noordse (donkergetinte) klank te horen. Die invloed van Mendelssohn kwam doordat Gade enige malen meespeelde in de uitvoering van het Strijkoctet van de Duitser. De noordse klanken zijn te verklaren uit het feit dat het werk weliswaar in Duitsland is "geboren", maar in Denemarken voltooid is. Gade werd gestoord door de Eerste Duits-Deense Oorlog en moest Leipzig verlaten.
Delen:
- Allegro molto e con fuoco
- Andantino quasi allegretto
- Scherzo: Allegro moderato e tranquillo
- Finale: Allegro vivace